# Jiulongpo

Lage des Stadtbezirks Jiulongpo im Gebiet Chongqings

Jiulongpo (chinesisch 九龙坡区, Pinyin Jiǔlóngpō Qū) ist ein chinesischer Stadtbezirk der regierungsunmittelbaren Stadt Chongqing. Jiulongpo hat eine Fläche von 443,03 km². Bei Volkszählungen in den Jahren 2000 und 2010 wurden in Jiulongpo 878.777 bzw. 1.084.419 Einwohner gezählt.

## Partnerschaften
Jiulongpo unterhält mit der Stadt Busan, Südkorea, seit 2012 eine Städtepartnerschaft.